# Cláudia Neto
Pour les articles homonymes, voir Neto.
Cláudia Teresa Pires Neto, née le 18 avril 1988, est une footballeuse internationale portugaise qui évolue au poste de milieu de terrain avec le Sporting Clube de Portugal. Elle est la joueuse portugaise encore en activité qui possède le plus de sélections en équipe nationale, soit 125 au 3/12/2019. Elle est régulièrement citée par The Guardian, comme faisant partie des 100 meilleures joueuses mondial,. Elle est surnommée CN7, en analogie avec son homologue masculin CR7.

## Biographie
Cláudia Neto commence sa carrière dans le championnat portugais de futsal féminin en alternance avec le foot à 5, où elle porte les couleurs de Centro De Lagos et de l'UAC Lagos. 
En 2008, elle quitte le Portugal et signe un contrat avec le Prainsa Zaragoza. Elle y reste pendant cinq saisons, obtenant une cinquième place lors de la saison 2011-2012, et étant deux fois finaliste de la Copa de la Reina de Fútbol, en 2009 et 2013. Au cours de l'été 2013, elle est transférée à l'Espanyol Barcelone, pour y disputer la saison 2013-2014, qui débute par le titre de vainqueur de la coupe de Catalogne. Cette saison est sa dernière en Espagne. En effet, en juin 2014 l'entraîneur, José Antonio Montes, fait savoir qu'il ne compte pas sur elle, ainsi que sur sa compatriote Jamila Marreiros, pour la saison prochaine.
En effet à la fin de la saison, l'opportunité de signer avec le Linköpings FC, s'offre à elle, avec qui elle dispute la deuxième partie du championnat et prend part à la finale de la coupe, s'offrant une première ligne honorifique à son palmarès suédois. Elle ses débuts en coupe continentale, le 8 octobre 2014, lors du match perdu 1 à 2 contre l'équipe anglaise de Liverpool, qui compte pour les seizièmes de finale de la Ligue des champions. En septembre 2015, elle re-signe pour deux ans supplémentaires. À la fin de la saison 2015, elle fait partie du "11" de l'année du championnat suédois (Gardienne de but : Jennifer Falk - Défenseures : Ali Riley, Magdalena Ericsson, Hanna Glas, Faith Ikidi - Milieux : Ramona Bachmann, Marta Vieira da Silva, Claudia Neto, Lieke Martens Attaquantes : Pernille Harder, Gaëlle Enganamouit). Au terme de la saison 2016, elle contribue au deuxième titre de championne de son équipe. En février 2017, elle figure dans la liste des 55 finalistes du onze féminin de la FIFPRO. 
En novembre 2017, elle quitte la Suède avec sa partenaire de club, Kristine Minde, pour rejoindre l'Allemagne, et un des meilleurs clubs féminin au monde, le VfL Wolfsburg. Elle remporte le doublé lors de sa première saison et atteint la finale de la Ligue des champions (elle figure sur la feuille de match, mais n'entre pas en jeu). Sa bonne intégration fait que son contrat est renouvelé jusqu'au 30 juin 2020.

## Statistiques

### En club
| Saison                | Club                  | Championnat               | Championnat | Championnat | Coupe(s) nationale(s) | Coupe(s) nationale(s) | Compétition(s) continentale(s) | Compétition(s) continentale(s) | Compétition(s) continentale(s) | Sélection | Sélection | Sélection | Total | Total |
| Saison                | Club                  | Division                  | M.          | B.          | M.                    | B.                    | Comp.                          | M.                             | B.                             | Équipe    | M.        | B.        | M.    | B.    |
| 2004-2005             | Centro De Lagos       | Futsal                    | -           | -           | -                     | -                     | -                              | -                              | -                              | -         | 0         | 0         | 0     | 0     |
| Sous-total            | Sous-total            | Sous-total                | -           | -           | -                     | -                     | -                              | -                              | -                              | -         | 0         | 0         | 0     | 0     |
| 2006-2007             | UAC Lagos             | Futsal                    | -           | -           | -                     | -                     | -                              | -                              | -                              | -         | 0         | 0         | 0     | 0     |
| 2007-2008             | UAC Lagos             | Futsal                    | -           | -           | -                     | -                     | -                              | -                              | -                              | A         | 6         | 0         | 6     | 0     |
| Sous-total            | Sous-total            | Sous-total                | -           | -           | -                     | -                     | -                              | -                              | -                              | -         | 6         | 0         | 6     | 0     |
| 2008-2009             | Prainsa Zaragoza      | Primera División Femenina | 25          | 2           | 5                     | 2                     | -                              | -                              | -                              | A         | 1         | 0         | 31    | 4     |
| 2009-2010             | Prainsa Zaragoza      | Primera División Femenina | 28          | 3           | 2                     | 1                     | -                              | -                              | -                              | A         | 8         | 1         | 38    | 5     |
| 2010-2011             | Prainsa Zaragoza      | Primera División Femenina | 26          | 3           | 2                     | 0                     | -                              | -                              | -                              | A         | 5         | 0         | 33    | 3     |
| 2011-2012             | Prainsa Zaragoza      | Primera División Femenina | 31          | 3           | 0                     | 0                     | -                              | -                              | -                              | A         | 11        | 1         | 42    | 4     |
| 2012-2013             | Prainsa Zaragoza      | Primera División Femenina | 25          | 2           | 5                     | 1                     | -                              | -                              | -                              | A         | 9         | 0         | 39    | 3     |
| Sous-total            | Sous-total            | Sous-total                | 135         | 13          | 14                    | 4                     | -                              | -                              | -                              | -         | 34        | 2         | 183   | 19    |
| 2013-2014             | Espanyol Barcelone    | Primera División Femenina | 24          | 1           | 0                     | 0                     | -                              | -                              | -                              | A         | 12        | 1         | 36    | 2     |
| Sous-total            | Sous-total            | Sous-total                | 24          | 1           | -                     | -                     | -                              | -                              | -                              | -         | 12        | 1         | 36    | 2     |
| 2014                  | Linköpings FC         | Damallsvenskan            | 8           | 0           | 1                     | 0                     | C1                             | 4                              | 0                              | A         | 3         | 0         | 16    | 0     |
| 2015                  | Linköpings FC         | Damallsvenskan            | 20          | 2           | 4                     | 0                     | C1                             | 2                              | 0                              | A         | 9         | 3         | 35    | 5     |
| 2016                  | Linköpings FC         | Damallsvenskan            | 21          | 0           | 6                     | 1                     | -                              | 0                              | 0                              | A         | 13        | 3         | 40    | 4     |
| 2017                  | Linköpings FC         | Damallsvenskan            | 15          | 0           | 4                     | 0                     | -                              | 0                              | 0                              | A         | 12        | 2         | 31    | 2     |
| Sous-total            | Sous-total            | Sous-total                | 63          | 2           | 15                    | 1                     | -                              | 6                              | 0                              | -         | 37        | 8         | 121   | 11    |
| 2017-2018             | VfL Wolfsburg         | 1. Frauen-Bundesliga      | 11          | 0           | 3                     | 0                     | C1                             | 1                              | 0                              | A         | 7         | 1         | 22    | 1     |
| 2018-2019             | VfL Wolfsburg         | 1. Frauen-Bundesliga      | 12          | 1           | 2                     | 0                     | C1                             | 6                              | 0                              | A         | 6         | 2         | 26    | 3     |
| 2019-2020             | VfL Wolfsburg         | 1. Frauen-Bundesliga      | 11          | 2           | 3                     | 2                     | C1                             | 4                              | 3                              | A         | 5         | 1         | 23    | 8     |
| Sous-total            | Sous-total            | Sous-total                | 34          | 3           | 8                     | 2                     | -                              | 11                             | 3                              | -         | 18        | 4         | 71    | 12    |
| 2020-2021             | ACF Fiorentina        | Serie A                   | 18          | 0           | 2                     | 0                     | C1                             | 3                              | 0                              | A         | 7         | 1         | 30    | 1     |
| 2021-2022             | ACF Fiorentina        | Serie A                   | 6           | 0           | 0                     | 0                     | -                              | 0                              | 0                              | -         | -         | -         | 6     | 0     |
| Sous-total            | Sous-total            | Sous-total                | 24          | 0           | 2                     | 0                     | -                              | 3                              | 0                              | -         | 7         | 1         | 36    | 1     |
| Total sur la carrière | Total sur la carrière | Total sur la carrière     | 280         | 19          | 39                    | 7                     | -                              | 20                             | 3                              |           | 114       | 16        | 453   | 45    |

Statistiques actualisées le 9 juin 2023

#### Matchs disputés en coupes continentales[12]
| Matchs | Date              | Stade                                         | Adversaire         | Résultat | Minutes | Compétition              | Buts | Tour                | Club           |
| ------ | ----------------- | --------------------------------------------- | ------------------ | -------- | ------- | ------------------------ | ---- | ------------------- | -------------- |
| 1      | 8 octobre 2014    | Stobart Stadium Halton, Widnes                | Liverpool LFC      | 2 – 1    | 90 min  | Women's Champions League | 0    | Seizièmes de finale | Linköpings FC  |
| 2      | 16 octobre 2014   | Linköping Arena, Linköping                    | Liverpool LFC      | 3 – 0    | 90 min  | Women's Champions League | 0    | Seizièmes de finale | Linköpings FC  |
| 3      | 8 novembre 2014   | Linköping Arena, Linköping                    | Zvezda 2005        | 5 – 0    | 90 min  | Women's Champions League | 0    | Huitièmes de finale | Linköpings FC  |
| 4      | 13 novembre 2014  | Zvezda Stadion, Perm                          | Zvezda 2005        | 3 – 0    | 90 min  | Women's Champions League | 0    | Huitièmes de finale | Linköpings FC  |
| 5      | 22 mars 2015      | Linköping Arena, Linköping                    | Brøndby IF         | 0 – 1    | 90 min  | Women's Champions League | 0    | Quarts de finale    | Linköpings FC  |
| 6      | 28 mars 2015      | Brøndby Stadion, Brøndby                      | Brøndby IF         | 1 – 1    | 90 min  | Women's Champions League | 0    | Quarts de finale    | Linköpings FC  |
| 7      | 11 octobre 2017   | Linköping Arena, Linköping                    | Apollon Limassol   | 3 – 0    | 63 min  | Women's Champions League | 0    | Seizièmes de finale | Linköpings FC  |
| 8      | 12 septembre 2018 | Þórsvöllur, Akureyri                          | Þór/KA             | 0 – 1    | 87 min  | Women's Champions League | 0    | Seizièmes de finale | VfL Wolfsbourg |
| 9      | 26 septembre 2018 | AOK Stadion, Wolfsbourg                       | Þór/KA             | 2 – 0    | 30 min  | Women's Champions League | 0    | Seizièmes de finale | VfL Wolfsbourg |
| 10     | 17 octobre 2018   | AOK Stadion, Wolfsbourg                       | Atlético de Madrid | 4 – 0    | 90 min  | Women's Champions League | 0    | Huitièmes de finale | VfL Wolfsbourg |
| 11     | 31 octobre 2018   | Stade Cerro del Espino, Majadahonda           | Atlético de Madrid | 0 – 6    | 64 min  | Women's Champions League | 0    | Huitièmes de finale | VfL Wolfsbourg |
| 12     | 20 mars 2019      | Groupama OL Training Center, Décines-Charpieu | Olympique lyonnais | 2 – 1    | 82 min  | Women's Champions League | 0    | Quarts de finale    | VfL Wolfsbourg |
| 13     | 27 mars 2019      | AOK Stadion, Wolfsbourg                       | Olympique lyonnais | 2 – 4    | 45 min  | Women's Champions League | 0    | Quarts de finale    | VfL Wolfsbourg |
| 14     | 11 septembre 2019 | Stade Fadil Vokrri, Pristina                  | KFF Mitrovica      | 0 – 10   | 90 min  | Women's Champions League | 2    | Seizièmes de finale | VfL Wolfsbourg |
| 15     | 25 septembre 2019 | AOK Stadion, Wolfsbourg                       | KFF Mitrovica      | 5 – 0    | 90 min  | Women's Champions League | 1    | Seizièmes de finale | VfL Wolfsbourg |
| 16     | 16 octobre 2019   | AOK Stadion, Wolfsbourg                       | FC Twente          | 6 – 0    | 25 min  | Women's Champions League | 0    | Huitièmes de finale | VfL Wolfsbourg |
| 17     | 30 octobre 2019   | De Grolsch Veste, Enschede                    | FC Twente          | 0 – 1    | 90 min  | Women's Champions League | 0    | Huitièmes de finale | VfL Wolfsbourg |
| 18     | 10 décembre 2020  | Stadio Artemio Franchi, Florence              | Slavia Prague      | 2 – 2    | 65 min  | Women's Champions League | 0    | Seizièmes de finale | ACF Fiorentina |
| 19     | 16 décembre 2020  | Eden Aréna, Prague                            | Slavia Prague      | 0 – 1    | 82 min  | Women's Champions League | 0    | Seizièmes de finale | ACF Fiorentina |
| 20     | 3 mars 2021       | Academy Stadium, Manchester                   | Manchester City    | 3 – 0    | 90 min  | Women's Champions League | 0    | Huitièmes de finale | ACF Fiorentina |

### En sélection nationale[13]
Ses débuts en sélection datent du 13 mai 2004, à 16 ans, où elle revêt le maillot des moins de 18 ans. Puis celui des moins de 19 ans. 
Elle est sélectionnée pour la première fois avec les A, lors de l'Algarve Cup 2006, le 9 mars 2006, face à l'Irlande. Depuis lors, elle est régulièrement convoquée, sans toutefois jamais réussir à se qualifier au championnat du monde et au championnat d'Europe avec son équipe nationale. 
Lors de la victoire 7-0 contre l'Arménie, elle marque son premier but en sélection, le 31 mars 2010. 
Elle est élue, lors de l'Algarve Cup 2013, comme la meilleure joueuse portugaise du tournoi
En 2017, pour la première fois, les portugaises, se qualifient pour la phase finale du championnat d'Europe 2017, aux Pays-Bas, grâce à un but d'Andreia Norton. Elle y participe en tant que capitaine de la seleção, malgré un beau parcours, le Portugal est éliminé dès les phases de poules.
Le 1er mars 2017, Cláudia Neto atteint sa centième sélection avec le Portugal. Elle devient ainsi la quatrième athlète portugaise à atteindre les 100 "capes", derrière Carla Couto (145 matches), Edite Fernandes (132) et Paula Cristina (102), lors de l'édition 2017 de l'Algarve Cup, où les lusitaniennes s'inclinent 1-0 face à la Russie. 
Lors de l'Algarve Cup 2018, elle est désignée, par l'ensemble des sélectionneurs participants, comme étant la meilleure joueuse du tournoi.
| Matches officiels de Cláudia Neto en sélections portugaises au 17/10/21 | Matches officiels de Cláudia Neto en sélections portugaises au 17/10/21 | Matches officiels de Cláudia Neto en sélections portugaises au 17/10/21 | Matches officiels de Cláudia Neto en sélections portugaises au 17/10/21 | Matches officiels de Cláudia Neto en sélections portugaises au 17/10/21 |
| Club                                                                    | V.                                                                      | N.                                                                      | D.                                                                      | Buts                                                                    |
| ----------------------------------------------------------------------- | ----------------------------------------------------------------------- | ----------------------------------------------------------------------- | ----------------------------------------------------------------------- | ----------------------------------------------------------------------- |
| Portugal U18 (2 matchs:1.27 %)                                          | 0 ( 0,00%)                                                              | 2 (100,00%)                                                             | 0 ( 0,00%)                                                              | 0 (0 %)                                                                 |
| Portugal U19 (30 matchs:19.11 %) (Incomplet)                            | 7 (41.18 %)                                                             | 3 (17.64 %)                                                             | 7 (41.18 %)                                                             | 5 (20,83 %)                                                             |
| Portugal A (135 matchs:79.62 %) (Incomplet)                             | 36 (31.03 %)                                                            | 18 (15.52 %)                                                            | 62 (53.45 %)                                                            | 19 (79,17 %)                                                            |
| Total (Incomplet)                                                       | 43 (31.85 %)                                                            | 23 (17.04 %)                                                            | 69 (51.11 %)                                                            | 24                                                                      |

#### Buts de Cláudia Neto en sélection du Portugal A
| Sélections | Date              | Stade                                                  | Adversaire           | Résultat | Compétition          | Buts |
| ---------- | ----------------- | ------------------------------------------------------ | -------------------- | -------- | -------------------- | ---- |
| -          | 31 mars 2010      | Complexo Desportivo Tocha, Tocha                       | Arménie              | 7 – 0    | Qualif. Mondial 2011 | 1    |
| -          | 15 février 2012   | Estadio Municipal Do Cartaxo, Cartaxo                  | Arménie              | 6 – 0    | Qualif. Euro 2013    | 1    |
| -          | 5 mars 2014       | Estádio Bela Vista, Parchal                            | Autriche             | 3 – 2    | Algarve Cup 2014     | 2    |
| -          | 9 avril 2014      | Complexo Desportivo Tocha, Tocha                       | Grèce                | 1 – 0    | Qualif. Mondial 2015 | 1    |
| -          | 9 mars 2015       | Stade Municipal d'Albufeira, Albufeira                 | Danemark             | 2 – 2    | Algarve Cup 2015     | 1    |
| -          | 26 novembre 2015  | Estádio António Coimbra da Mota, Estoril               | Monténégro           | 6 – 1    | Qualif. Euro 2017    | 2    |
| -          | 16 septembre 2016 | Estádio do Clube Desportivo Trofense, Trofa            | Finlande             | 3 – 2    | Qualif. Euro 2017    | 3    |
| -          | 20 septembre 2016 | Tallaght Stadium, Dublin                               | République d'Irlande | 0 – 1    | Qualif. Euro 2017    | 1    |
| -          | 8 juin 2017       | Estadio Municipal Do Fontelo, Viseu                    | Pays de Galles       | 1 – 2    | Amical               | 1    |
| -          | 11 juin 2017      | Estádio Municipal de Mangualde, Mangualde              | Pays de Galles       | 1 – 0    | Amical               | 1    |
| -          | 5 mars 2018       | Estádio Do Algarve, Faro                               | Norvège              | 2 – 0    | Algarve Cup 2018     | 1    |
| 115        | 1er mars 2019     | Stade Municipal d'Albufeira, Albufeira                 | Norvège              | 2 – 1    | Algarve Cup 2019     | 1    |
| 119        | 9 avril 2019      | Complexo Desportivo de Alverca, Alverca                | Hongrie              | 4 – 1    | Amical               | 1    |
| 125        | 12 novembre 2019  | Estádio Municipal de Vila Nova de Famalicão, Famalicão | Finlande             | 1 – 1    | Qualif. Euro 2021    | 1    |
| 129        | 23 octobre 2020   | AEK Arena – Georgios Karapatakis, Larnaca              | Chypre               | 0 – 3    | Qualif. Euro 2021    | 1    |

## Palmarès

### Avec lePrainsa Zaragoza
- Finaliste de la Copa de la Reina : 2 fois — 2008-09 et 2012-13.

### Avec leRCD Espanyol
- Vainqueur de la Copa Cataluña : 1 fois — 2013.

### Avec leLinköpings FC
- Vainqueur du Damallsvenskan : 2 fois — 2016 et 2017.
- Vainqueur de la Svenska Cupen damer : 2 fois — 2014 et 2015.
- Finaliste de la Svenska Cupen damer : 2 fois — 2016 et 2017.
- Finaliste de la Supercupen damer : 2 fois — 2015 et 2016.

### Avec leVfL Wolfsburg
- Vainqueur du 1. Frauen-Bundesliga : 3 fois — 2017-2018, 2018-2019 et 2019-2020.
- Vainqueur de la DFB-Pokal Frauen : 3 fois — 2017-2018 , 2018-2019 et 2019-2020.